# پیکان بلوند
پیکان بلوند (به اسپانیایی: Saeta rubia) یک فیلم اسپانیایی محصول ۱۹۵۶ به کارگردانی فلوریان ری و با بازی والریانو آندرس، آلفردو دی استفانو ، آنتونیو کاسال و آنتونیو اوزورس است. دی استفانو، یکی از ستاره‌های دهه ۱۹۵۰ تیم رئال مادرید، در نقش خودش ظاهر می‌شود. عنوان فیلم به نام مستعار او اشاره دارد. این فیلم توسط Suevia Films، استودیوی فیلمسازی برجسته اسپانیا در آن دوران ساخته شده است.

## طرح
این فیلم زندگی‌نامه آلفردو دی استفانو است که از آرژانتین به مادرید سفر کرد تا به عنوان یک بازیکن فوتبال به شهرت و ثروت دست یابد.